# Gerzat
Gerzat is een gemeente in het Franse departement Puy-de-Dôme (regio Auvergne-Rhône-Alpes). De plaats maakt deel uit van het arrondissement Clermont-Ferrand en van het gemeentelijk samenwerkingsverband Clermont Auvergne Métropole. Gerzat telde op 1 januari 2022 10.268 inwoners.

## Geschiedenis
Al in de 9e eeuw waren er een castellum en een eerste kerk in Gerzat. De plaats ontwikkelde zich rond dit kasteel en een priorij. Gerzat kreeg een cirkelvormige stadsmuur met drie poorten en negen torens. In 1292 verleende Guillaume de Mercoeur als heer van Gerzat stedelijke privilegies aan de burgers. In de 13e eeuw kwam er ook wijken buiten de stadsmuur (faubourgs). In de omgeving waren er wijngaarden en werden er schapen gefokt. De heerlijkheid bleef in het bezit van het huis de Mercoeur tot de 16e eeuw. Daarna kwam ze in handen van het huis de La Tour d’Auvergne. Tegen het einde van de 18e eeuw was het kasteel van Gerzat in bouwvallige staat en na de Franse Revolutie werd het afgebroken.
Op 21 juni 1944 werden bij een razzia door leden van de Gestapo en van de 2. SS-Panzer-Division Das Reich 35 inwoners van Gerzat opgepakt. Ze werden afgevoerd naar Clermont-Ferrand waar ze werden gemarteld. Vervolgens werden ze gedeporteerd naar Ravensbrück en Neuengamme. Slecht vier van hen overleefden de oorlog.

## Geografie
De oppervlakte van Gerzat bedroeg op 1 januari 2022 16,28 vierkante kilometer; de bevolkingsdichtheid was toen 630,7 inwoners per km². Gerzat ligt op 8 km ten noordoosten van Clermont-Ferrand. De Bédat stroomt door de gemeente.
De onderstaande kaart toont de ligging van Gerzat met de belangrijkste infrastructuur en aangrenzende gemeenten.

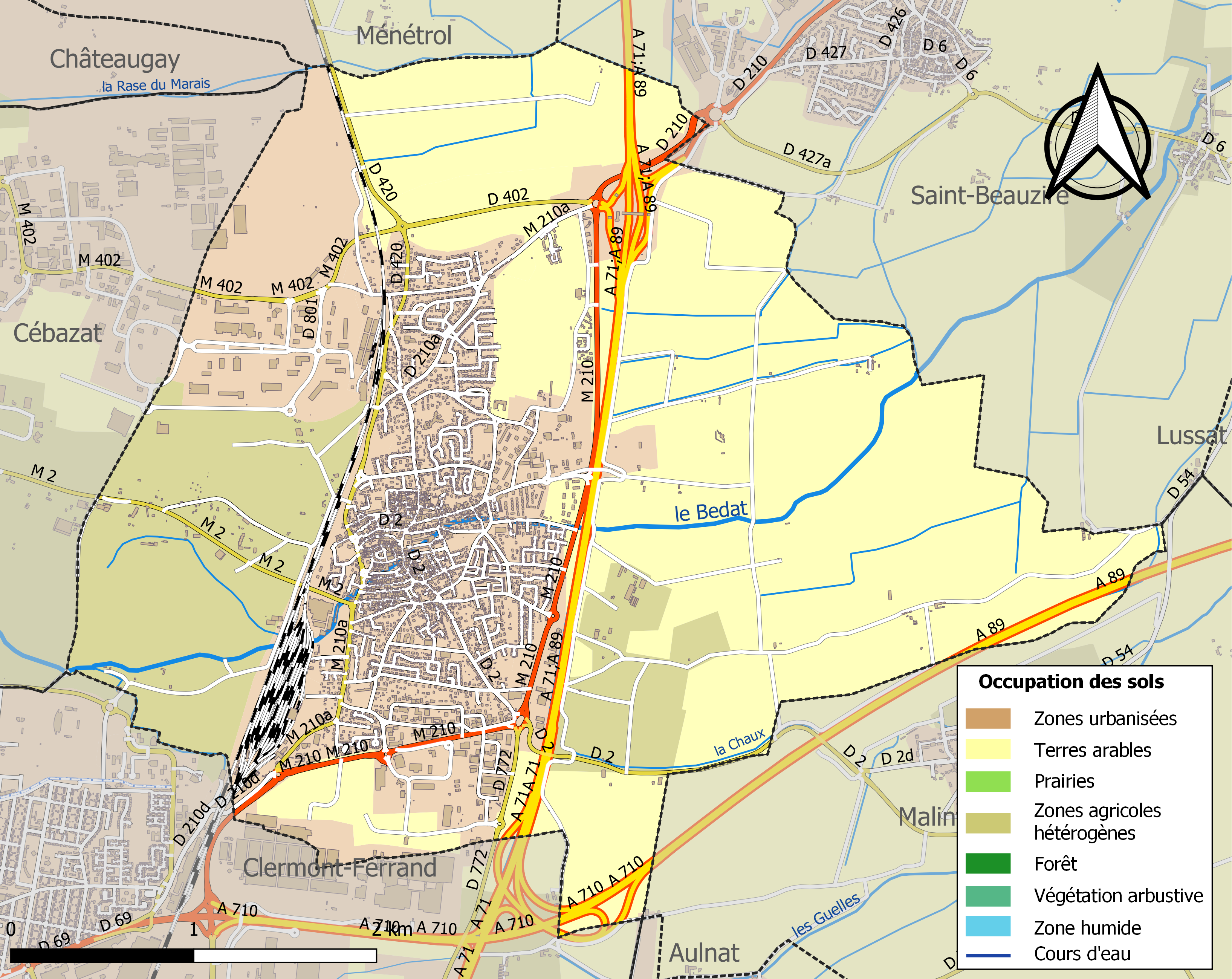

## Demografie
Onderstaande figuur toont het verloop van het inwonertal (bron: INSEE-tellingen).

## Verkeer en vervoer
Gerzat ligt aan een knooppunt van autosnelwegen en de A71 en de A89 lopen door de gemeente.
Het treinstation van Gerzat ligt op de lijnen Vichy – Clermont-Ferrand en Montluçon – Gannat – Clermont-Ferrand van de Transport Express Régional (TER). De gemeente is ook aangesloten op het busnetwerk van Clermont-Ferrand.

## Bezienswaardigheden en cultuur

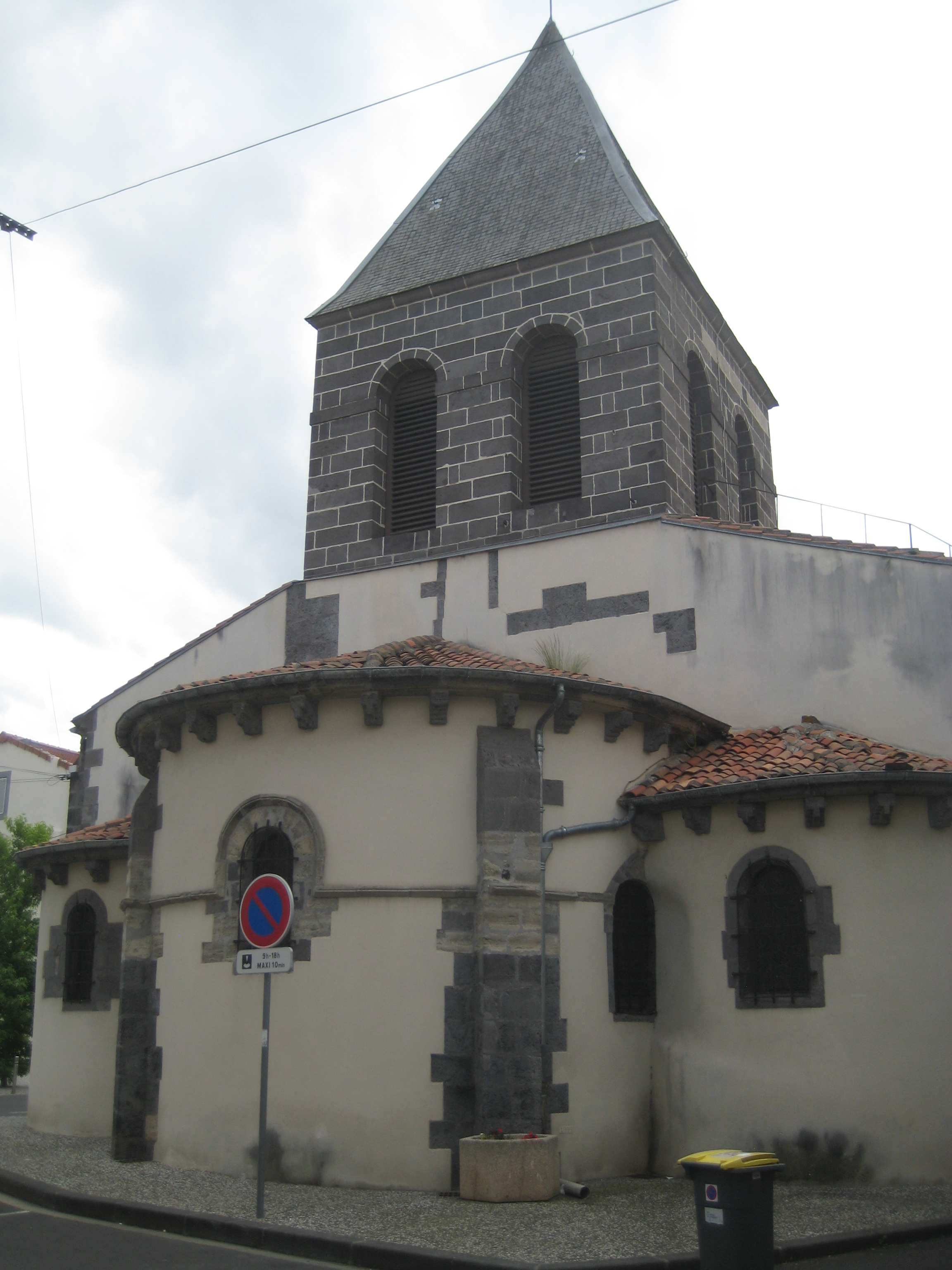
Kerk Saint-Bonnet

De kerk Saint-Bonnet gaat terug tot omstreeks het jaar 800. De oudste delen van de huidige kerk zijn vroegromaans. Van de vroegere stadsomwalling zijn enkel de Tour de l’Horloge (vroeger Tour de la Barrière) en de Tour Sapis bewaard gebleven. Andere bezienwaardigheden zijn het Manoir des Lebrun (15e eeuw) en het Château de Sampigny.
Specialiteit van de stad is de pansette de Gerzat, een bereiding op basis van schapenvlees.